# Dwight May
Dwight May (* 8. September 1822 in Sandisfield, Berkshire County, Massachusetts; † 28. Januar 1880) war ein US-amerikanischer Politiker. Zwischen 1867 und 1869 war er Vizegouverneur des Bundesstaates Michigan.

## Werdegang
Dwight May war der ältere Bruder von Charles S. May (1830–1901), der ebenfalls Vizegouverneur von Michigan war. Im Alter von etwa zwölf Jahren kam er nach Richland in Michigan, wo er auf einer Farm lebte und die öffentlichen Schulen besuchte. Nach einem anschließenden Jurastudium und seiner 1849 erfolgten Zulassung als Rechtsanwalt begann er ab 1850 in einer Kanzlei in Detroit in diesem Beruf zu arbeiten. Bald darauf machte er in Battle Creek eine eigene Kanzlei auf. Dann verlegte er seinen Wohnsitz und seine Praxis nach Kalamazoo. Zwischen 1855 und 1862 war er dort als Staatsanwalt tätig. Von 1853 bis 1856 war er dort auch Schulrat. Während des Bürgerkrieges diente er mit einer kurzen Unterbrechung im Jahr 1862 in verschiedenen Infanterieeinheiten aus Michigan und stieg vom einfachen Soldaten bis zum Brevet-Brigadegeneral auf. Dabei nahm er an mehreren Schlachten teil.
Politisch schloss sich May der Republikanischen Partei an. 1866 wurde er an der Seite von Henry H. Crapo zum Vizegouverneur von Michigan gewählt. Dieses Amt bekleidete er zwischen 1867 und 1869. Dabei war er Stellvertreter des Gouverneurs und Vorsitzender des Staatssenats. Ebenfalls 1866 war er zum Ortsvorsteher von Kalamazoo gewählt worden. Von 1869 bis 1873 fungierte er als Attorney General seines Staates. Dwight May starb am 28. Januar 1880. Mit seiner Frau Amelia S. Kellogg hatte er drei Töchter.